# یسپر بلومکویست
یسپر بلومکویست (سوئدی: Jesper Blomqvist؛ زادهٔ ۵ فوریهٔ ۱۹۷۴) بازیکن فوتبال اهل سوئد است.

## باشگاهی
از باشگاه‌هایی که در آن بازی کرده‌است می‌توان به پارما، منچستر یونایتد، چارلتون اتلتیک، آ.ث. میلان و اورتون اشاره کرد.

## تیم ملی
او همچنین ۳۰ بازی ملی در تیم ملی فوتبال سوئد انجام داده است.